# Sarkola
Sarkola  est un quartier et une zone statistique du district central de Kouvola en Finlande .

## Description
Sarkola est situé au sud du centre-ville le long de la voie ferrée. 
Sarkola est un quartier résidentiel construit de petites maisons. 
Au début de l'été 2006, un terrain de football avec une surface en gazon artificiel a été construit à Sarkola. 
A côté du terrain, il y a une piste de course de 100 mètres  et une zone de saut en longueur
Au sud de la rue Suomenkatu se trouve l'école de Sarkola.

## Galerie

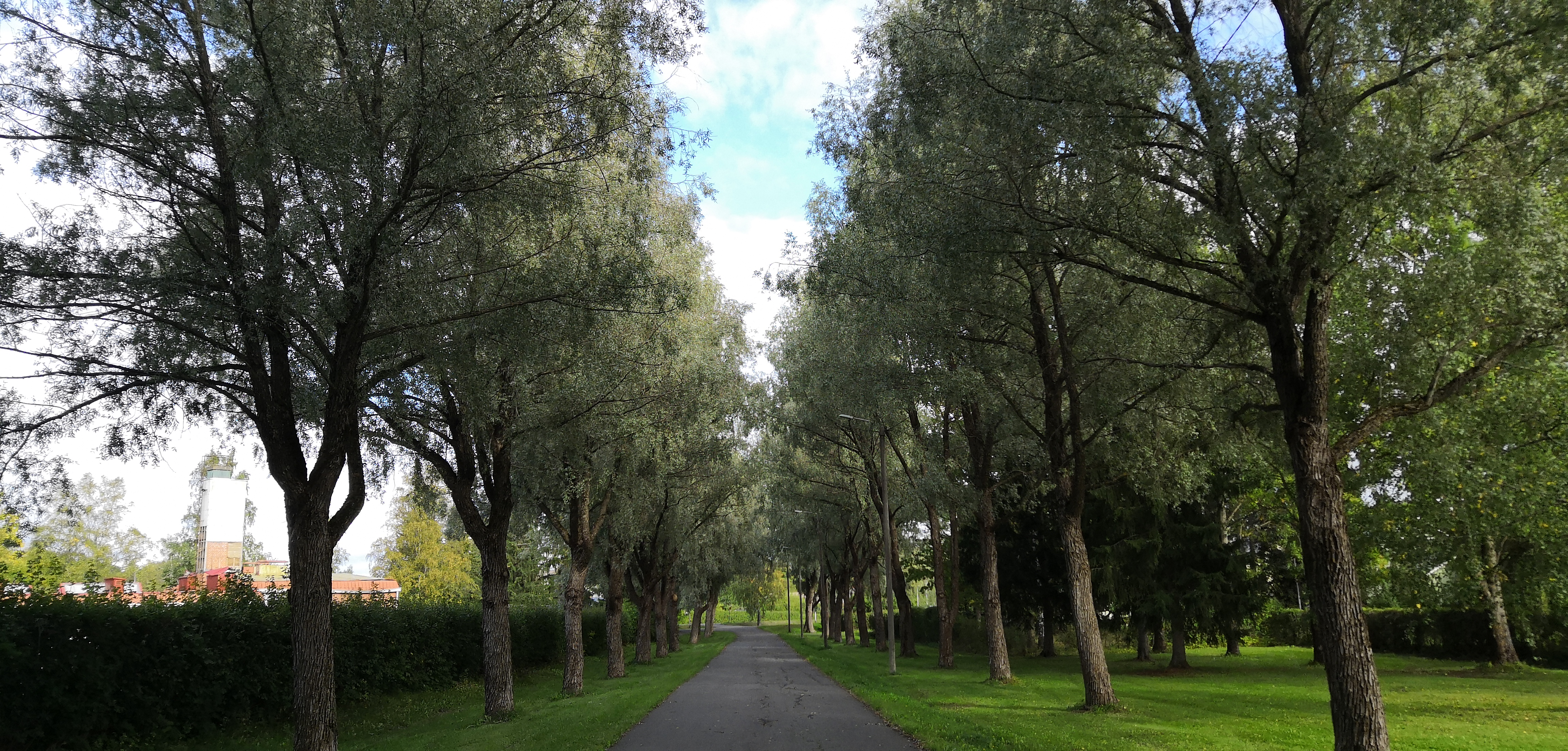
Chemin Sarkolan raitti.
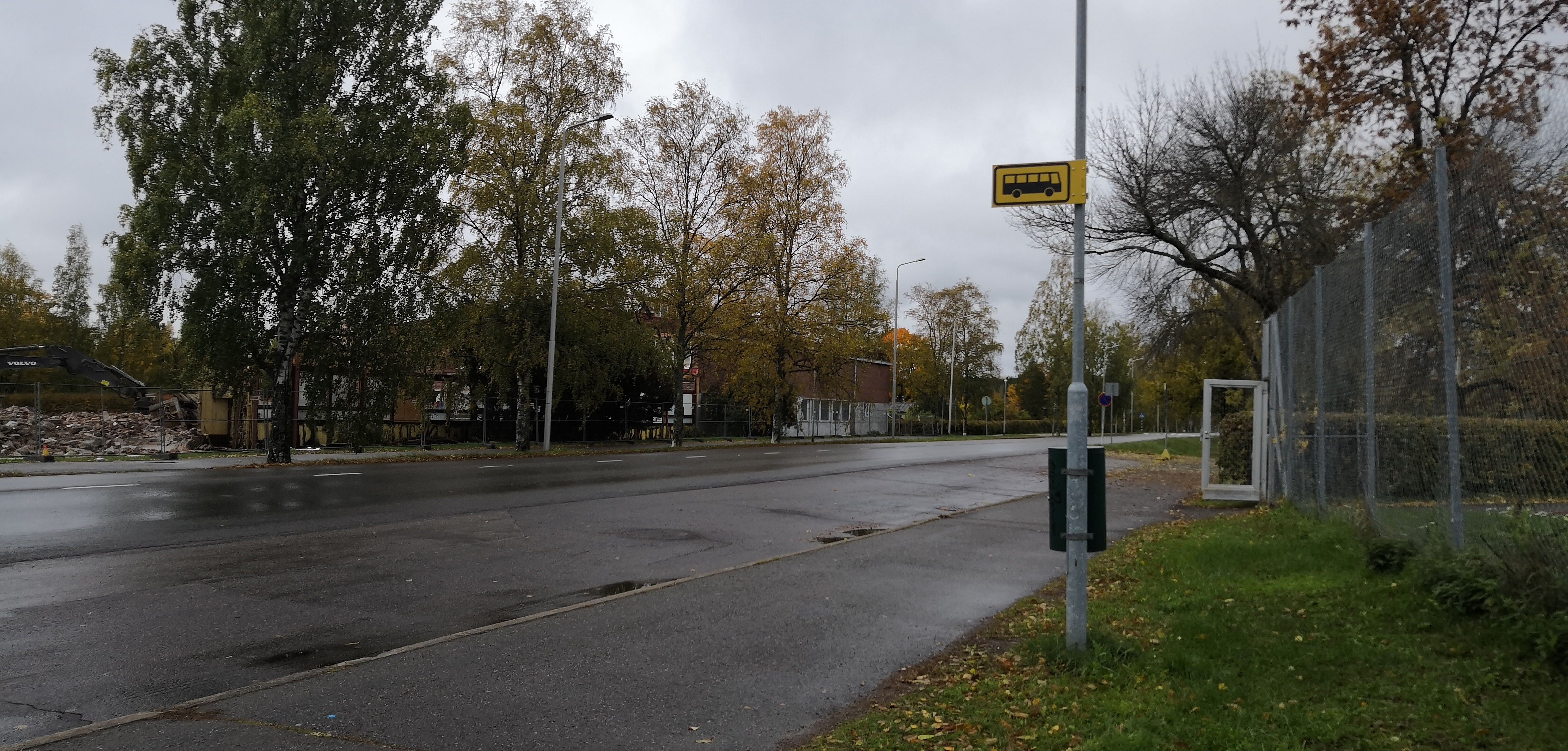
Rue Suomenkatu à Sarkola.
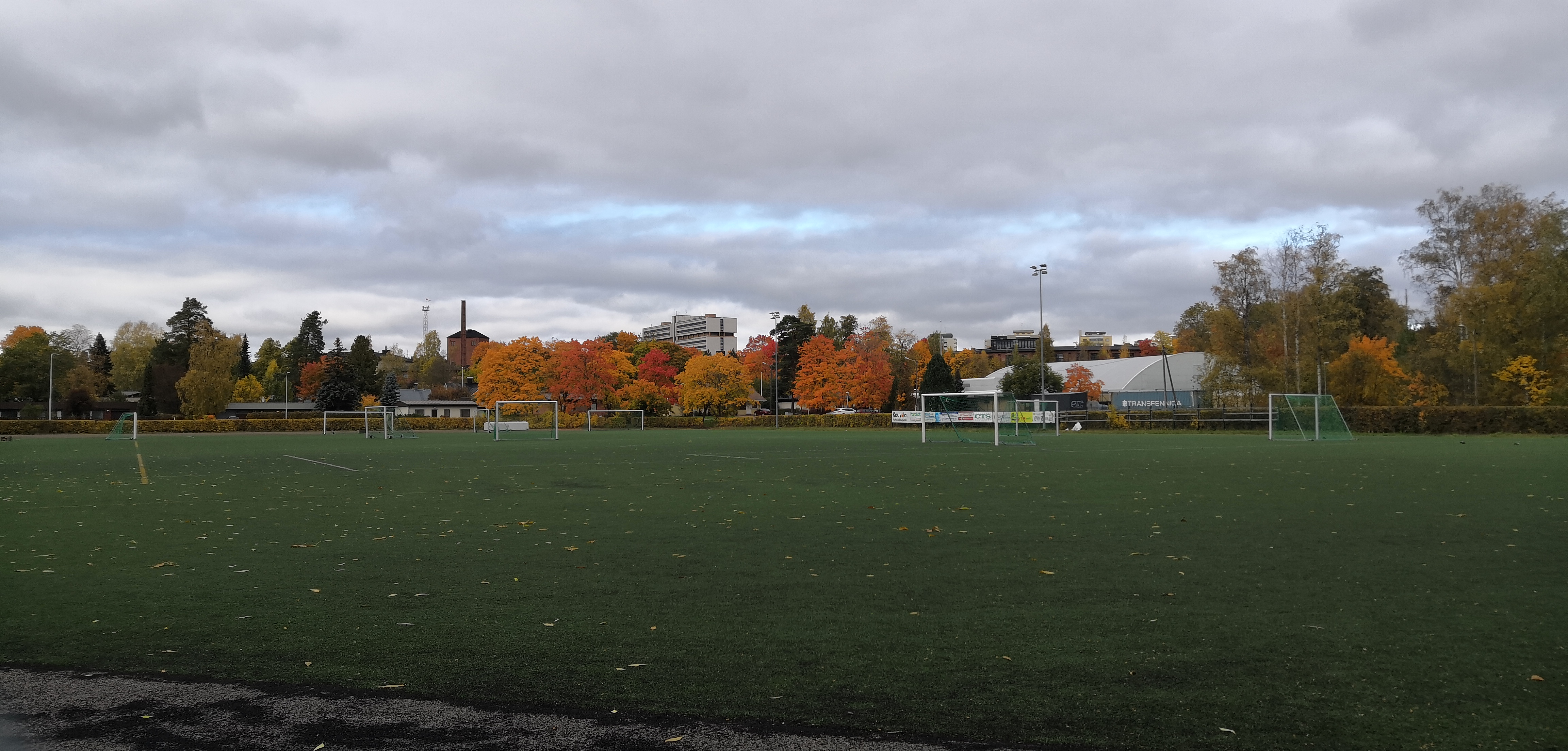
Terrain de sport de Sarkola.